# みづき水脈
みづき 水脈（みづき みお）は、日本の漫画家。神奈川県横浜市出身。神奈川県立横浜緑ケ丘高等学校、青山学院大学出身。1990年、『月刊少女フレンド』でデビュー。『デザート』などで活動。

## 作品リスト

### 書籍
- 『+1 あたしの中のアイツ』（1993年）
- 『手をつないだままで』（1994年）
- 『明るい家族計画』（1995年、全2巻）
- 『エンゲージ・マニュアル』（1995年）
- 『フレンズ』（1996年、原作：小松江里子） - ドラマ「セカンド・チャンス」番外編
- 『若葉のころ』（1996年、原作：小松江里子）
- 『早春シンデレラ』（1997年）
- 『横浜無印少年』（1998年）
- 『BIG SMILE!』（1998年 - 1999年、全2巻）
- 『恋愛中毒症（ラブジャンキー）』（1999年）
- 『彼がふりむく女になる』（2000年）
- 『モテる女になる』（2001年）
- 『インストール』（2003年、原作：綿矢りさ）
- 『綾。ホステス、18歳。』（2002年 - 2006年、全7巻、原案：藤森直子）
- 『I.Q』（2007年、全3巻、『デザート』、講談社）
- 『アイのリラ〜一分間だけ』（2008年 - 2009年、全2巻、デザート、講談社、原作：原田マハ）
- 『綾。ホステス、22歳。』（2009年 -、既刊2巻、デザート、講談社）
- 『はぴナビ!』（2010年 - 、既刊2巻、デザート、講談社、原案：石田衣良『シューカツ!』）
- 『総理の夫』（2011年 - 2013年、月刊ジェイ・ノベル、実業之日本社、原作：原田マハ）
- 『アイスノオト』（2012年 - 2013年、全2巻、『THEデザート』、講談社）
- 『砂と太陽の国で』（2013年、ハーレクイン、原案：ジェイン・ポーター）
- 『ひと月だけの愛の嘘』（2015年、ハーレクイン、原案：トリッシュ・モーリ）
- 『ギリシアの悪魔の花嫁』（2015年、ハーレクイン、原案：テッサ・ラドリー）
- 『秘書に哀れみのキスを』（2016年、ハーレクイン、原案：キャシー・ウィリアムズ）
- 『ヒールの折れたシンデレラ』（2016年 -  2017年、全3巻、comic Berry’s、スターツ出版、原案：高田ちさき） - 電子書籍限定刊行。
- 『ギリシアの悪魔の花嫁』（2021年、ハーレクイン、原案：テッサ ラドリー）
- 『秘書に哀れみのキスを』（2022年、ハーレクイン、原作：キャシー・ウィリアムズ[2]）

## 活動
2016年1月31日、TOKYO CULTURE CULTUREにて開催された『週刊少女フレンド』の漫画家によるトークイベント「お台場『プラチナフレンド』ナイト」に出演。